# قسط أخضر
قسط أخضر (الاسم العلمي:Costus viridis) هو نوع من النباتات يتبع جنس القسط من الفصيلة القسطية.